# Scotura soror
Scotura soror är en fjärilsart som beskrevs av Erich Martin Hering 1925. Scotura soror ingår i släktet Scotura och familjen tandspinnare. Inga underarter finns listade.